# W. A. Th. Müller
Wilhelm Adolph Theodor Müller, später Müller-Neuhaus (* 1874; † nach 1952), war ein deutscher Ingenieur, Fahrzeugkonstrukteur und Unternehmer („Müller-Züge“) sowie Nationalökonom. Müller führte seinen Namen grundsätzlich mit vorangestelltem W. A. Th. statt mit ausgeschriebenen Vornamen.

## Leben
Wilhelm Müller war Oberingenieur bei den Siemens-Schuckertwerken. Nebenbei befasste er sich mit dem von den Brüdern Charles und Paul Renard entwickelten „Train Renard“, einem Zug für die Straße. Seine Studienergebnisse publizierte er 1907 im technischen Verlag M. Krayn, Berlin.

### W. A. Th. Müller Straßenzug, später Müllerzug
Im Jahr 1907 gründete er in Berlin-Steglitz das Unternehmen Wilhelm A. Th. Müller Straßenzug-GmbH (kurz: Wilhelm A. Th. Müller GmbH), das bis 1914 unter dieser Firma bestand. Das Stammkapital betrug zunächst 100.000 Mark (kaufkraftbereinigt in heutiger Währung: rund 739.000 Euro). 1908 trat der Werdauer Kaufmann Wilhelm Schön als Mitgesellschafter in das Unternehmen ein. Das Stammkapital wurde auf 400.000 Mark erhöht. Zu seiner Unterstützung stellte er den Maschinenbauingenieur Erwin Aders ein, der bis zu seinem Wechsel zu Büssing im Jahr 1912 als Konstrukteur im Unternehmen blieb. Gemeinsam mit Aders entwickelte er bis 1908 den ersten Straßenlastzug mit einer Gesamtnutzlast von 30 t. Die beiden Motoren der Zugmaschine lieferten auch den Strom für die Radnabenmotoren des gesamten Zuges.
Im Ersten Weltkrieg diente Wilhelm Müller im Reserveregiment 27, dann bei der Inspektion des Kraftfahrwesens, zuletzt im Dienstgrad eines Hauptmanns (später: Hauptmann der Reserve).
1921 erfolgte – gemeinsam mit dem Kaufmann Walther von Wiese – die Wiederaufnahme und Fortführung des Unternehmens unter der mittlerweile als geläufig geltenden Firma Müllerzug GmbH. Mittels der Verkaufsbroschüre Ohne Wegebau und Schienengleis wollte Müller-Neuhaus mit seinem „Müllerzug“ Ödland und Heide erschließen und entfernt liegende Rohstoffe zu deren Verarbeitungszentren transportieren.

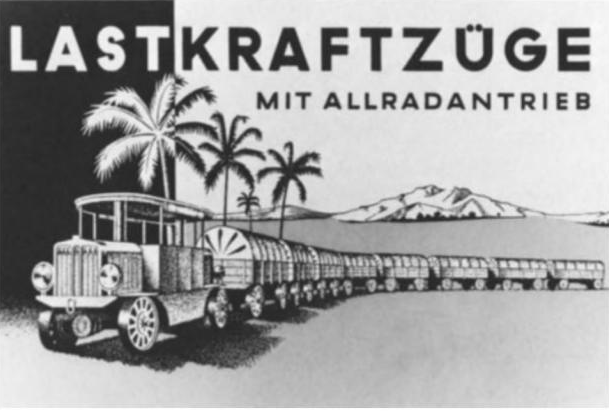
Werbung aus den 1920er Jahren für die „Müller-Lastkraftzüge“

Müllers Berliner Unternehmen produzierte und betrieb Kraftwagenzüge. Zudem gehörte zum Geschäftsbetrieb der „An- und Verkauf von Kraftfahrzeugen und Zugmaschinen fremder Bauart sowie die Einrichtung und der Betrieb von Straßen- und Landverkehrsanlagen“. Für den Einsatz seiner Fahrzeuge erforschte Wilhelm Müller unter Verwendung einer Droschke der Siemens-Schuckertwerke unter anderem die Verwendung von Gummireifen.
Die „ottoelektrischen“ und trolley-elektrischen (siehe: Hybridelektrokraftfahrzeug) Lastkraft- und Omnibuszüge mit später teilweise bis zu 60 t Nutzlast wurden zwischen 1907 und 1938 weltweit verkauft. Bereits 1911 wurde von der deutschen Heeresverwaltung auch die militärische Erprobung des „Müllerzugs“ erwogen. Im Gegensatz zu dem von den Siemens-Schuckertwerken gebauten „schweren Armeelastzug“ mit nur 15 t Nutzlast, konnte der „Müllerzug“ für den Lastentransport doppelt soviel transportieren.
Jeder selbstspurende Zweiachsanhänger verfügte über eine elektromotorgetriebene Einheitsdrehachse. Die zweimotorigen Zugwagen verfügten über Leistungen von 110, 132 und 184 kW. Die Züge konnten außer auf der Straße auch auf Schienen sowie unter Oberleitungen betrieben werden. Eingesetzt wurden diese vorwiegend von der Breslauer Actien-Gesellschaft für Eisenbahn-Wagenbau und Maschinenbau-Anstalt Breslau (hervorgegangen aus der Breslauer AG für Eisenbahn-Wagenbau und der Maschinenbau-Anstalt Breslau GmbH; später aufgegangen in der Waggonfabrik Linke-Hofmann-Busch). So zum Beispiel lieferte Wilhelm Müller auch während des Ersten Weltkriegs. 1916 zählte Müllers Unternehmen in Australien in seiner Verbindung mit dem Parlamentarier R. S. Falkiner zu den „hoffnungsreichsten“ deutschen Unternehmungen.
Im Jahr 1940 erhielt Wilhelm Müller ein Patent für „elektrische Kraftübertragung für den Vielräderantrieb von Kraftwagenzügen und Schwerkraftwagen“.

### Sonstiges
Wilhelm Müller-Neuhaus wurde 1920 in Berlin Mitglied in der Kant-Gesellschaft. Zudem war er Mitglied im Elektrotechnischen Verein. Später wohnte er in Schwerin am Teupitzer See (seinerzeit im Kreis Teltow), Dorfstraße 2.
Seine Meldeadresse in Schwerin bestand auch noch nach dem Zweiten Weltkrieg. Nach dem im September 1952 vom Politbüro der SED verabschiedeten „Gesetz zum Schutz des Volkseigentums und anderen gesellschaftlichen Eigentums“ VESchG wurde er seines Vermögens (Laufzeit 1946–1951) enteignet.

## Schriften (Auswahl)
als Wilhelm Adolph Theodor Müller:
- Der Automobil-Zug. Eine Studie über die allgemeinen Grundlagen der Automobilzug-Systeme, durchgeführt an dem Beispiel des Train-Renard. (= Automobiltechnische Bibliothek, Band 2) M. Krayn, Berlin 1907. / Neuauflage: Forgotten Books, London 2018, ISBN 0-364-67370-2. (online)

als W. A. Th. Müller(-Neuhaus):
- Kraftfahrzeuge in der Übergangs-Wirtschaft und Zukunft. In: Automobil-Rundschau, 5. Jahrgang 1910, S. 210 ff.
- Über die Neuordnung des Landverkehrs nach dem Kriege. In: Automobil-Rundschau, 5. Jahrgang 1910, S. 102 ff.
- Die „Gleislose Bahn“ der Gemeinde Berlin-Steglitz. In: Elektrotechnische Zeitschrift, 33. Jahrgang, Heft 25 (vom 20. Juni 1912), S. 645 f.
- Kapitalismus und Sozialismus in den politischen Parteien der Gegenwart am 12. Dez. 1918. Eine Einführung in die Grundbegriffe der Politik zur Erweckung von Erkenntnis- und Urteilsfähigkeit. (Vortrag im Rahmen der Ersten Sozialistischen Wirtschaftskonferenz, 27. bis 29. Dezember 1918 im Berlin, des Bundes Neues Vaterland) Selbstverlag, Berlin 1919. (unter anderem auch in Technik und Wirtschaft (Jahrgang 1919) sowie in den Protokollen von Hermann Beck: Wege und Ziele der Sozialisierung. Neues Vaterland, Berlin 1919.)
- Die Grundlagen der sozialistischen Produktion. Ihr Wesen und ihre Aufgaben. In: Rätegenossenschaft für wirtschaftlichen Aufbau (Hrsg.): Wirtschaftliches Kampfbuch für Betriebsräte. Räte-Bund, Berlin 1920.
- (Mitarbeit) Richard Bussien (Hrsg.): Automobiltechnisches Handbuch. Handbuch der Automobiltechnischen Gesellschaft e. V. Verlag M. Krayn, Berlin 1921, S. 2.[20]
- Die Wasserpolizei-Vorschriften für Sportboote. Zur Stauderbrief-Prüfung für Eigner und Steuerleute von Ruder-, Segel- und Motorbooten auf den Märkischen Wasserstraßen. Selbstverlag, Schwerin am Teupitzsee 1927. (auch erschienen bei Geisel, Berlin 1927)
- mit K. Lüdde und Fritz Marguerre: Die hochalpinen Wasserkräfte im Rahmen der mitteleuropäischen Stromversorgung. In: Elektrotechnische Zeitschrift, 38. Jahrgang 1932, S. 907–911.
- Wie ist Wirtschaftslehre als Wissenschaft im 20. Jahrhundert möglich? In: Technik und Wirtschaft, Jahrgang 1936, Nr. 29, S. 4.